# Karaops toolbrunup
Espèce
Karaops toolbrunup est une espèce d'araignées aranéomorphes de la famille des Selenopidae.

## Distribution
Cette espèce est endémique du Great Southern en Australie-Occidentale,. Elle se rencontre dans le parc national de la chaîne de Stirling.

## Description
La femelle holotype mesure 8,89 mm et le mâle paratype 6,31 mm.

## Publication originale
- Crews & Harvey, 2011 : The spider family Selenopidae (Arachnida, Araneae) in Australasia and the Oriental region. ZooKeys, no 99, p. 1-103 (texte intégral).